# Baskische Eishockeyauswahl
Die Eishockeyauswahl des Baskenlandes ist eine Auswahl baskischer Spieler, die vom baskischen Verband Negu Kiroletako Euskal Federakuntza bestimmt werden, um die autonome Gemeinschaft auf internationaler Ebene zu repräsentieren. 

## Geschichte
Das Baskenland traf bislang in zwei Spielen auf die katalanische Auswahl, wobei jeweils die Gastmannschaft gewann. Sowohl das Baskenland, als auch Katalonien, haben zwar ihre eigenen Landesverbände, jedoch unterstehen diese der Federación Española de Deportes de Hielo, das mit der spanischen Nationalmannschaft eine gemeinsame Nationalmannschaft für Spanien aufstellt.
Zum Kader der baskischen Auswahl gehört mit Aaron Carretero auch ein spanischer Nationalspieler.